# Johann Friedrich Crell

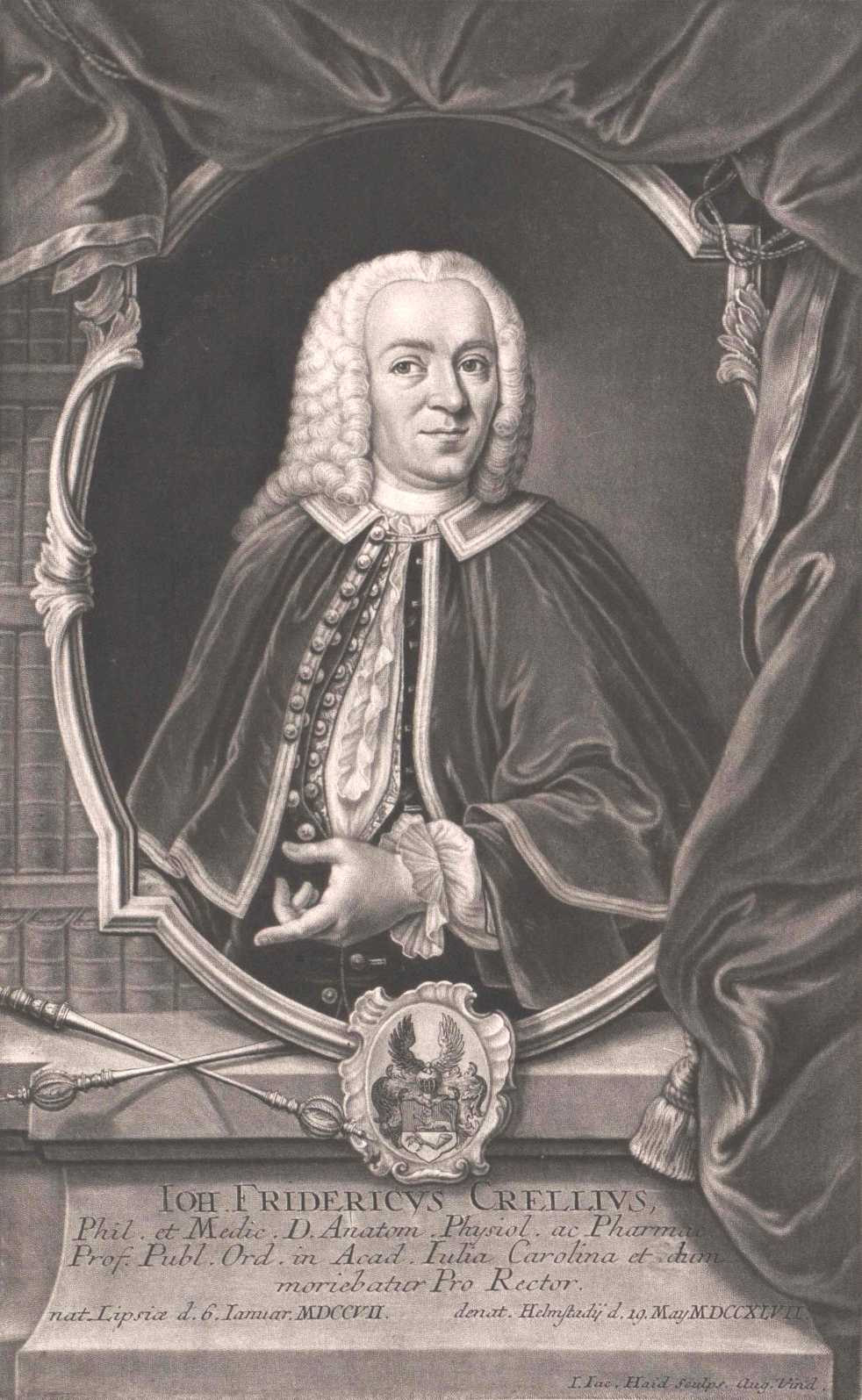
Johann Friedrich Crell, Stich von Johann Jacob Haid

Johann Friedrich Crell (* 6. Januar 1707 in Leipzig; † 19. Mai 1747 in Helmstedt) war ein deutscher Anatom und Physiologe.

## Leben
Geboren als Sohn des Ludwig Christian Crell, besuchte Johann Crell die Schulen seiner Heimatstadt und erlangte an der Universität Leipzig 1732 den Grad eines Doktors der Medizin. 1737 wurde er als Professor der Anatomie und Physiologie an die Universität Wittenberg berufen und folgte 1741 einem Ruf als Professor in gleicher Funktion an die Universität Helmstedt, wo er bis zu seinem Lebensende wirkte. Im Jahr 1742 wurde er in die Leopoldina aufgenommen. Crell beschäftigte sich vor allem mit der Physiologie und Pathologie des Herzens. Neben seiner Funktion als Professor der Medizin ist seine Mitarbeit an den Acta Eruditorum erwähnenswert.
Er heiratete im Jahr 1742 Sophie Marie Heister, eine Tochter des Lorenz Heister. Deren Sohn Lorenz (1744–1816) wurde Professor der Chemie und Medizin.

## Schriften (Auswahl)
- De valvula venae cavae Eustachiana. Scheffler, Wittenberg 1737. (Digitalisat)
- De motu syncrono auricularum et ventriculorum cordis. Eichsfeld, Wittenberg 1739. (Digitalisat)
- De arteria coronaria cordis instar ossis indurata. Scheffler, Wittenberg 1740. (Digitalisat)
- De viscerum nexibus insolitis. Schnorr, Helmstedt 1743. (Digitalisat)
- De causis, respirationem vitalem cientibus. Schnorr, Helmstedt 1743. (Digitalisat)
- De cortice simarouba. Schnorr, Helmstedt 1746. (Digitalisat)
- De ossibus sesamoideis. Schnorr, Helmstedt 1746. (Digitalisat)
- Sectionem Puellae Gibbosae Recenset Et Anatomen Cadaveris Masculini. Digitalisat